# Свято-Вознесенська церква (Дубно)
Свято-Вознесенська церква — діюча церква Рівненської єпархії ПЦУ у місті Дубно.

## Історія
Церква розташована в мікрорайоні м.Дубно — Підборці, колишнє село Підборці, першу датовану згадку має в 1448 році.
В 1592 році тут був заснований Свято-Вознесенський жіночий монастир, а дерев'яний Свято-Вознесенський храм побудований на місці старої василіянської церкви на кошти від казни в 1850 році, разом із дзвіницею.
Тут розміщувалась церковно-приходська школа.

## Художні цінності храму
1. Кіот до ікони «Преподобний Онуфрій», XVIII ст. 1,50×2,40 м. Різьба по дереву.
2. Хрест напрестольницький, XVIII ст. 22×48 см. Метал. Лиття. Чеканка.
3. Чаша-дарохранительницька, XVIII ст. Висота 25 см. Метал. Чеканка.
4. Миколай. Ікона. XVIII ст. 54×80 см. Основа дерев'яна. Левкас. Темпера. Олія.
5. Хрест процесійний. XVIII ст. 64×40 см. Дерево. Різьба.

| Церква (споруда) | Це незавершена стаття про церковну будівлю. Ви можете допомогти проєкту, виправивши або дописавши її. |